# Glossopteris
Glossopteris (лат.) — крупнейший известный род семенных растений Glossopteridales пермского периода. Преобладающее количество деревьев средних и высоких широт южной части Гондваны относились к этому роду. Окаменелости Glossopteris помогли учёным понять связи некоторых материков образующих сверхматерик Гондвана, а именно связи Южной Америки, Африки, Индии, Австралии, Новой Зеландии и Антарктиды.

## Описание
Листья на Glossopteris были расположены либо на расстоянии друг от друга на длинных стеблях, либо компактно в спиралевидной форме на коротких стеблях. К растениям из рода Glossopteris относились древесные растения, семенные деревья и кустарники. Их максимальный диаметр составлял 80 сантиметров, а высота могла достигать 30 метров. Glossopteris по внешнему виду напоминают семейство Араукариевых. Микроспорангии, содержащие пыльцу, располагались гроздями на кончиках тонких волокон. Семенные органы, как и органы, производящие пыльцу, срослись с листьями. Неизвестно, были ли растения однодомными или двудомными, однако, поскольку на некоторых растениях этого типа были найдены листья, имеющие органы, характерные для двудомных, считается что Glossopteris было двудомным растением.

## Распространение
Glossopteris был найден на многих материках, которые ранее образовывали Гондвану. В Индии было найдено более 70 окаменелостей растений этого рода, также они были найдены в Австралии, Южной Америке, Африке, Мадагаскаре, и Антарктиде. Окаменелости Glossopteris в основном были найдены в средних и высоких широтах Гондваны во время пермского периода. В большинстве северных районов Южной Америки и Африки растения этого рода не обитали, однако были найдены окаменелости имеющие сходство с Glossopteris в Марокко, Омане, Анатолии, Таиланде, Лаосе и западной части Новой Гвинеи. Были также найдены окаменелости похожие на Glossopteris в Северном полушарии, однако учёные не уверены в принадлежности этих останков к Glossopteris, например, окаменелости, найденные на востоке России, вероятнее всего принадлежат к роду голосеменных растений Pursongia. В 2018 году окаменелости Glossopteris были найдены в Монголии, однако из-за отсутствия характерных особенностей растений Glossopteris, учёные сомневаются в их принадлежности к этому роду.

## История
Glossopteriadales появились в Южном Полушарии в начале пермского периода, 298 900 000 лет назад, однако вымерли во время массового пермского вымирания 251 902 000 лет назад. Glossopteris считается одной из главных жертв пермского вымирания. Поскольку окаменелости Glossopteris были найдены на различных материках, Эдуард Зюсс предположил что раннее материки составляли один суперконтинент Пангею. Растения этого рода были самыми распространёнными в Южном полушарии во время Пермского периода. Единственные окаменелости Glossopteris Триасового периода были найдены в Индии, однако их соответствие роду Glossopteris и Триасовому периоду неоднозначно из-за особенностей пластов местности в Индии. Существует вероятность, что некоторые виды рода Glossopteris жили в Триасовом периоде, однако нет доказательств, что найденные окаменелости из Триасового, а не Пермского периода, поскольку Триасовый период следовал сразу за Пермским. Хотя в большинстве современных книг и учебников говорится, что Glossopteris существовали в Триасовом периоде, а иногда говорится и об Юрском периоде, эти утверждения ошибочны и основаны на нахождении похожих родов как Gontriglossa, Sagenopteris или Mexiglossa.